# Friedhof Sihlfeld

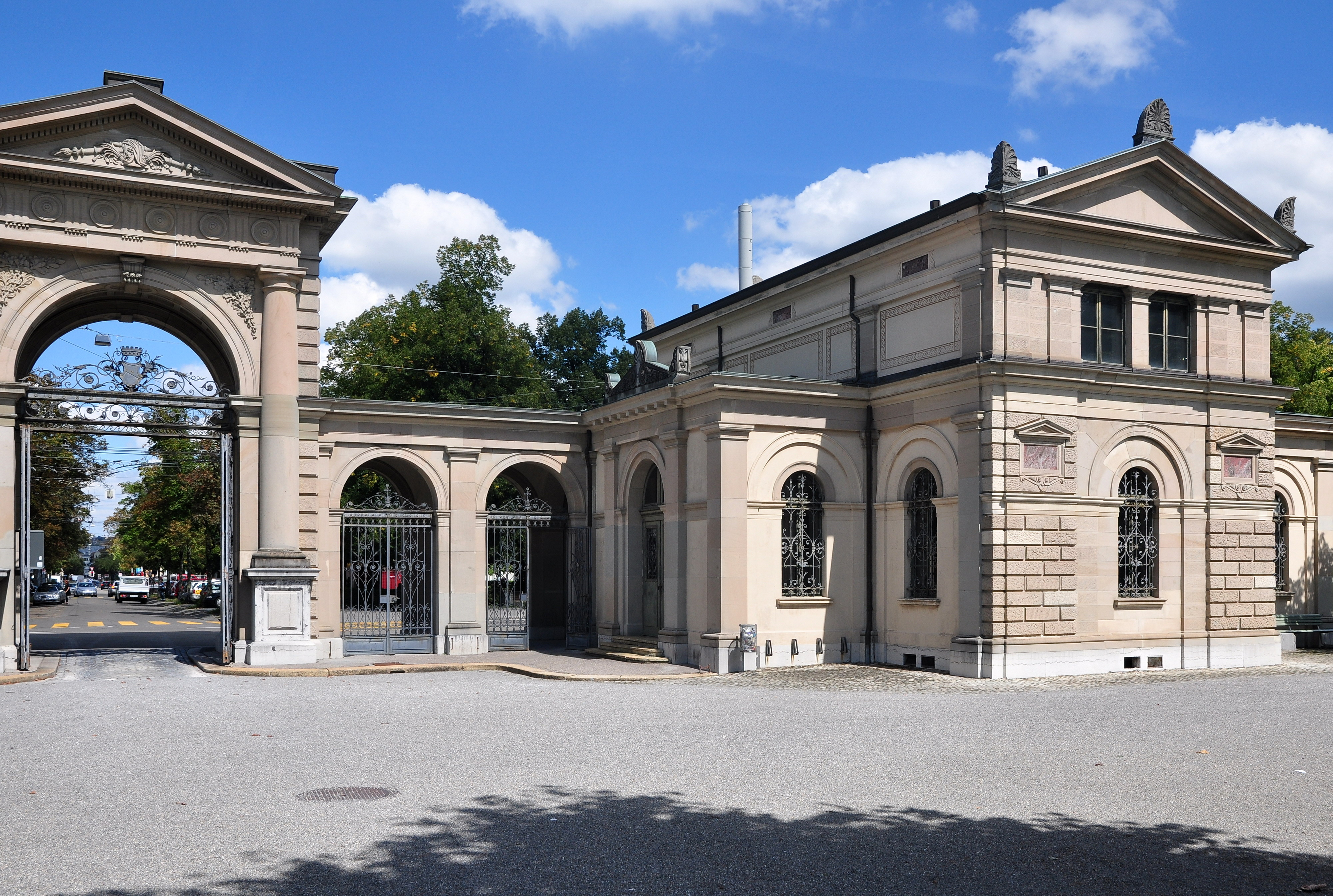
Eingangsportal Friedhof Sihlfeld A

Der Friedhof Sihlfeld ist ein Friedhof in Zürich-Wiedikon. Er wurde 1877 eröffnet und ist mit 288'000 m² der grösste Friedhof und die grösste Parkanlage der Stadt Zürich. Auf seinem Areal befinden sich zwei ehemalige Krematorien: Das Krematorium Sihlfeld A aus dem Jahr 1889 ist das älteste der Schweiz; sein Nachfolgebau ist das Krematorium Sihlfeld D, das bis 1992 in Betrieb war.

## Geschichte
Nachdem das Bestattungswesen 1874 durch eine Revision der Bundesverfassung von den Kirchen an die politischen Gemeinden übergegangen war, sollte der in den 1870ern geplante «Centralfriedhof» die erste konfessionsneutrale Begräbnisstätte der Stadt Zürich werden. Für den Entwurf war Stadtbaumeister Arnold Geiser zuständig. Der erste Teil der Anlage mit ihren klassizistischen Bauwerken wurde am 7. Oktober 1877 eingeweiht. In den Jahren 1888–1892 erfolgte die zweite Bauetappe, bei der auch im Jahr 1889 das von privater Seite finanzierte erste Krematorium der Schweiz erbaut und in Betrieb genommen wurde. Dieses Krematorium verlor seine Funktion 1915, als der grössere Krematoriumsbau nach Plänen des Architekten Albert Froelich fertiggestellt wurde. 1896 wurde der «Centralfriedhof» in den heute noch gültigen Namen «Friedhof Sihlfeld» umbenannt. Im Laufe der Jahre wurde der Friedhof kontinuierlich erweitert und besteht mit dem 1964 eröffneten Sihlfeld E aus fünf Abschnitten. Ab 1958 wurden einzelne Friedhofsteile schrittweise in öffentliche Grünflächen umgewandelt. Seit 1997 stehen wesentliche Teile des Friedhofs mitsamt seinen Hochbauten und einer grossen Anzahl von Grabstätten und Grabmälern unter Schutz.
Linkerhand nach Betreten des Eingangsportals (Sihlfeld A) befindet sich seit 1929 ein kubisches Denkmal mit den Namen von 672 im Ersten Weltkrieg gefallenen Deutschen, deren Wohnort bei Kriegsausbruch Zürich war. 1910 waren rund 20 % der Stadtbevölkerung deutsche Reichsbürger. Am Volkstrauertag, bzw. an einem davor liegenden Wochenende, legt der deutsche Botschafter in der Schweiz am Kriegsdenkmal jeweils einen Kranz nieder. Ein Gastredner hält anschliessend eine Ansprache.
Wegen unterschiedlicher Vorkommnisse beantragte eine Petition im November 2021 den Friedhof Sihlfeld in der Nacht wieder zu schliessen. Der Stadtrat weigerte sich auf diese Forderung einzutreten. Allerdings klagte ein Anwohner erfolgreich dagegen und bekam vor dem Bezirksrat Recht. Der Bezirksrat verfügte im Januar 2022 die nächtliche Schliessung.

## Grabstätten bedeutender Persönlichkeiten
Der Friedhof Sihlfeld ist die letzte Ruhestätte von:

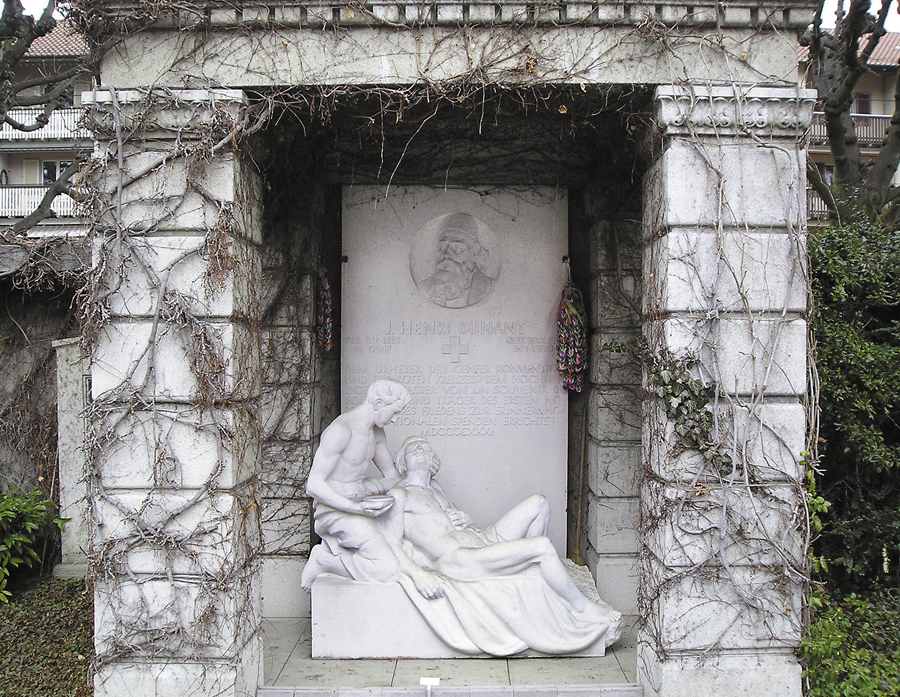
Grab von Henry Dunant

- Gottfried Angerer, 1851–1909, Dirigent, Komponist und Musikschulgründer
- Richard Avenarius, 1843–1896, deutscher Philosoph
- Wilhelm Baumgartner, 1820–1867, Komponist
- August Bebel, 1840–1913, deutscher Politiker
- Rudolf Bernhard, 1901–1962, Schauspieler und Gründer des Bernhard-Theaters
- Alois Emanuel Biedermann, 1819–1885, Theologe
- Robert Billeter, 1857–1917, Stadtpräsident von Zürich
- Alois Emanuel Biedermann, 1819–1885, Theologe und Kantonsrat
- Walter Bion, 1830–1909, Pfarrer und Sozialpädagoge
- Alfred Friedrich Bluntschli, 1842–1930, Architekt
- Arnold Bürkli, 1833–1894, Bauingenieur und Politiker
- Alfred Chiodera, 1850–1916, Architekt
- Karl Culmann, 1821–1881, Bauingenieur
- Henry Dunant, 1828–1910, Gründer des IKRK
- Friedrich Erismann, 1842–1915, Augenarzt und Hygieniker
- Arnold Geiser, 1844–1909, Stadtbaumeister von Zürich, Erbauer des Friedhofs Sihlfeld
- Gustav Gull, 1858–1942, Architekt, Erbauer des Schweizerischen Landesmuseums
- Ferdinand Hardekopf, 1876–1954, Schriftsteller, Übersetzer, Journalist, Reichstagsstenograf
- Carl Hartwich, 1851–1917, Apotheker und Botaniker
- Albert Heim, 1849–1937, Geologe
- Arnold Heim, 1882–1965, Geologe, Forscher der Petrogeologie
- Ignaz Heim, 1818–1880, Komponist
- Marie Heim-Vögtlin, 1845–1916, erste Schweizer Ärztin
- August E. Hohler, 1925–2002, Psychotherapeut und Schriftsteller
- Heinrich Honegger, 1832–1889, Jurist und Politiker
- Gottfried Keller, 1819–1890, Schriftsteller und Politiker
- Gottfried Kinkel, 1815–1882, deutscher Theologe, Schriftsteller und Politiker
- Richard Kisling, 1862–1917, Sammler und Kunstvermittler
- Richard Kissling, 1848–1919, Bildhauer
- Rudolf Koller, 1828–1905, Maler
- Köbi Kuhn, 1943–2019, Fussballspieler und -trainer
- Emilie Lieberherr, 1924–2011, Politikerin
- Hugo Loetscher, 1929–2009, Schriftsteller
- Verena Loewensberg, 1912–1986, Malerin
- Richard Paul Lohse, 1902–1988, Maler und Grafiker
- Walter Mehring, 1896–1981, deutsch-jüdischer Schriftsteller
- Reni Mertens, 1918–2000, Dokumentarfilmerin
- Lorenz Oken, 1779–1851, Naturforscher, erster Rektor der Universität Zürich
- Susanna Orelli-Rinderknecht, 1848–1939, Ärztin, Gründerin des Zürcher Frauenvereins
- Hans Konrad Pestalozzi, 1848–1909, Architekt und Politiker
- Karl Pestalozzi, 1825–1891, Bauingenieur, Hochschullehrer und Stadtrat
- Alfred Polgar, 1873–1955, österreichischer Schriftsteller und Aphoristiker
- Joseph Regl, 1846–1911, Bildhauer und Restaurator
- Rolf Urs Ringger, 1935–2019, Komponist und Musikjournalist
- Johannes Scherr, 1817–1886, Kunsthistoriker und Schriftsteller
- Carl Seelig, 1894–1962, Schriftsteller und Mäzen
- Flurin Spescha, 1958–2000, rätoromanischer Schriftsteller und Publizist
- Werner H. Spross, 1925–2004, Gartenbau-Unternehmer, Mäzen
- Johanna Spyri, 1827–1901, Jugendschriftstellerin, Schöpferin der Romanfigur Heidi
- Friedrich Steinfels (1895–1999), Seifen- und Waschmittelfabrikant
- Peter Storrer, 1928–2016, Bildhauer
- Andrzej Towiański (1799–1878), polnischer Mystiker
- Carlo Vivarelli, 1919–1986, Bildhauer und Grafik-Designer
- Friedrich Salomon Vögelin, 1837–1888, Kunsthistoriker und Nationalrat
- Nanny von Escher, 1855–1932, Dichterin
- Gabriel Weber, 1852–1918, Komponist und Musikdirektor
- Wilhelm Waser, 1811–1866, Architekt und Stiftungsgründer
- Adrien Turel, 1890–1957, Schriftsteller
- Lazar Wechsler, 1896–1981, Filmproduzent
- Karlheinz Weinberger, 1921–2006, Fotograf
- Heinrich Zangger, 1874–1957, Toxikologe
- Hans Rudolf Zangger, 1826–1882, Veterinär und Politiker
- Ulrich Zehnder, 1798–1877, Politiker und Gründer der Psychiatrischen Uniklinik Zürich
- Eduard Ziegler, 1800–1882, Zürcher Stadtpräsident

## Glocken
Auf dem Friedhof gibt es vier Glocken. Im Sektor A gibt es zwei Glocken, die erste befindet sich am Haupteingang und die zweite in der Nähe des Platzes der Erinnerung. Im Sektor D befinden sich zwei Glocken, die erste befindet sich in der Nähe des alten Krematoriums, und die zweite befindet sich in der Nähe des Urnenhains. Die historische Glocke aus dem Jahr 1706 im Sektor A ist gesprungen und wurde durch eine neue Glocke am Hauptportal des Friedhofs ersetzt.
| Bild | Sektor | Schlagton         | Giesser               | Gussjahr     |
| ---- | ------ | ----------------- | --------------------- | ------------ |
|      | D      | es3               | unbezeichnet          | unbezeichnet |
|      | D      | ges3              | H. Rüetschi AG, Aarau | 1938         |
|      | A      | unidentifizierbar | Moritz Füssli, Zürich | 1706         |
|      | A      | e3                | unbezeichnet          | unbezeichnet |

## Friedhofsektoren

### Sihlfeld A

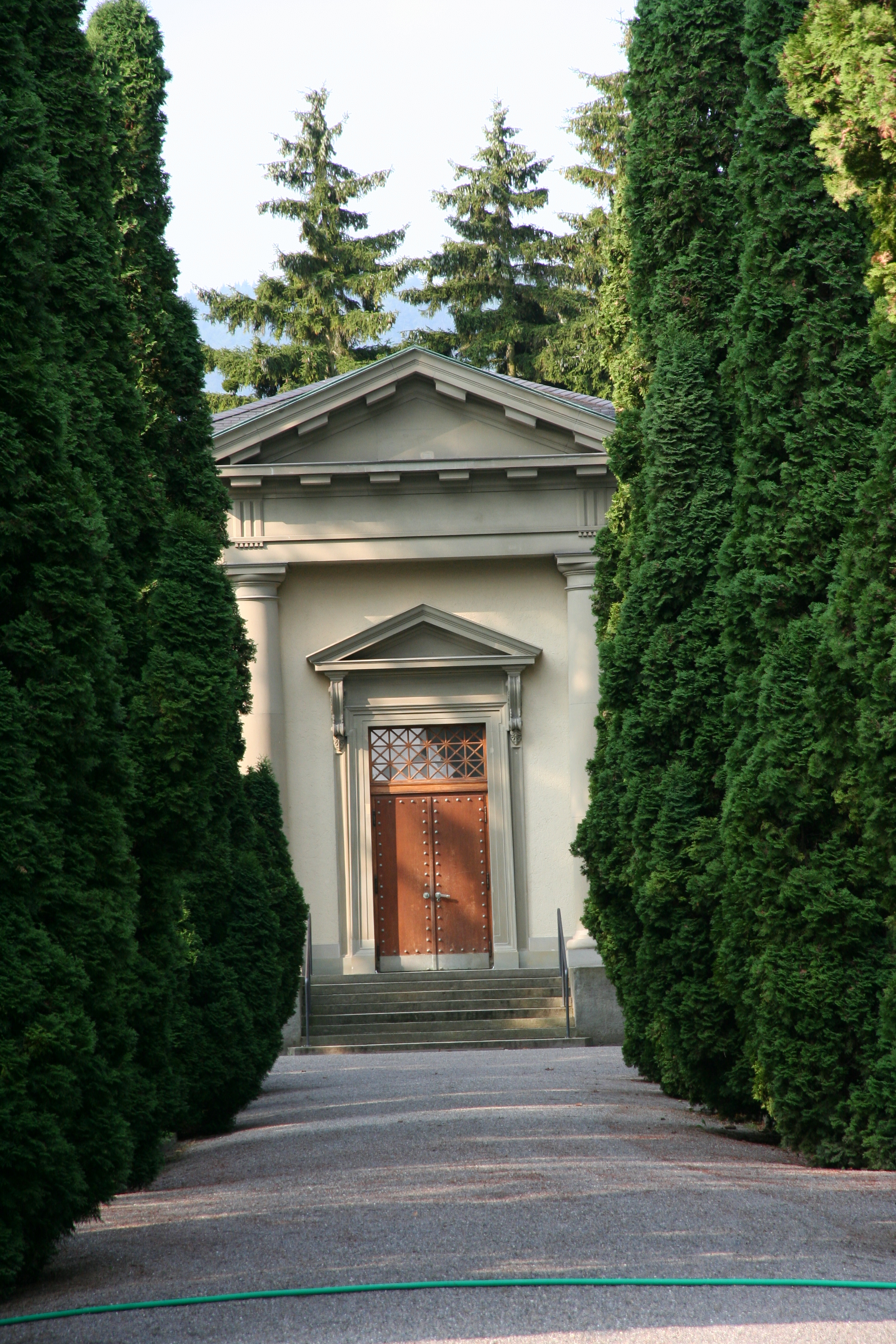
Zypressenallee mit Krematorium Sihlfeld A

Der älteste Teil des Friedhofs Sihlfeld wurde in zwei Etappen in den Jahren 1877 und 1888–1892 erbaut, wobei die nordöstliche Hälfte von Sihlfeld A die ältere Etappe ist. Nachdem 1896 umliegende Ortschaften in die Stadt Zürich schrittweise eingemeindet worden waren, wurde das ursprüngliche Vorhaben aufgegeben, den Friedhof Sihlfeld zum einzigen Friedhof der Stadt zu machen, weshalb der Name «Centralfriedhof» aufgegeben wurde. Durch die Eingemeindungen lag der Friedhof auch nicht mehr am Rande der Stadt, sondern rückte durch das Wachstum der Stadt in der ersten Hälfte des 20. Jahrhunderts weiter in deren Mitte. 1907–1911 erhielt der Friedhof an der Südwestmauer Urnennischen. 1915 wurde das Krematorium von Sihlfeld A durch das neu gebaute Krematorium von Sihlfeld D ersetzt, weshalb das alte Krematorium 1936 durch Stadtbaumeister Hermann Herter zu einer Abdankungshalle umgebaut wurde. Nach dem Grundsatzentscheid im Jahr 1958, Friedhofsteile von A, B und C schrittweise in öffentliche Grünanlagen umzuwandeln, erfolgte 1997 die Unterschutzstellung der Gesamtanlage unter besonderer Berücksichtigung der Abteilungen A, DI und E sowie ausgewählter Grabstätten und Grabmäler.
Sektor A wurde in Anlehnung an den Wiener Zentralfriedhof mit quadratischem Grundriss entworfen. Eine Hauptachse von Sihlfeld A verlängert die Zypressenstrasse unter der klassizistischen Portalanlage von Arnold Geiser hindurch bis zur Abdankungshalle, dem ehemaligen Krematorium. Thujabäume säumen und betonen diese Sichtachse des Friedhofs. In den vier Mittelquadraten befinden sich mehrheitlich unter Schutz gestellte Familiengräber, die sternförmig angelegten Wege laufen auf Blutbuchen zu, die den Mittelpunkt der vier Mittelquadrate bilden. Die Urnennischenmauer umschliesst drei der vier Abgrenzungen von Sihlfeld A.
Links von der Portalanlage bei der Zypressenstrasse erinnert ein Denkmal an vergangene Katastrophen. Die Inschrift lautet: «Zum Gedächtnis der im Weltkrieg gefallenen Deutschen aus Zürich und Umgebung 1914–1918. Den Opfern von Krieg und Gewaltherrschaft 1933–1945.»

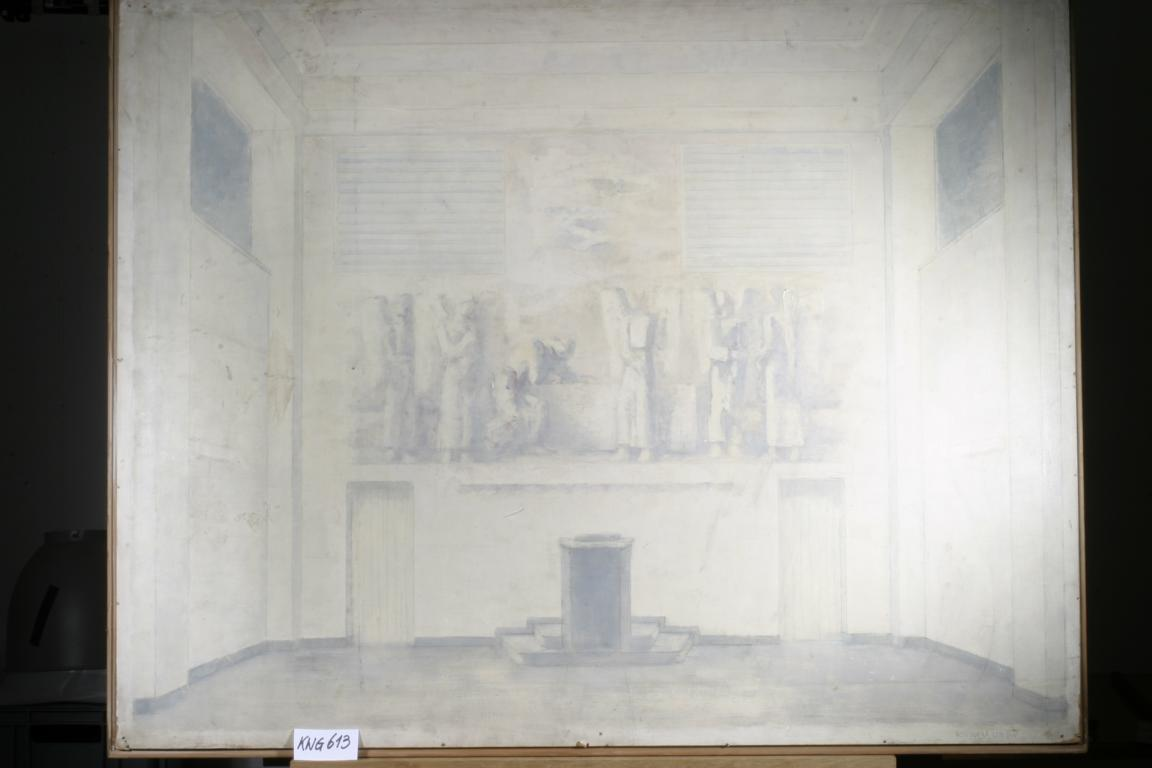
Karl Walser, Trauernde und Engel, Entwurf für Abdankungshalle. 1936

### Sihlfeld B

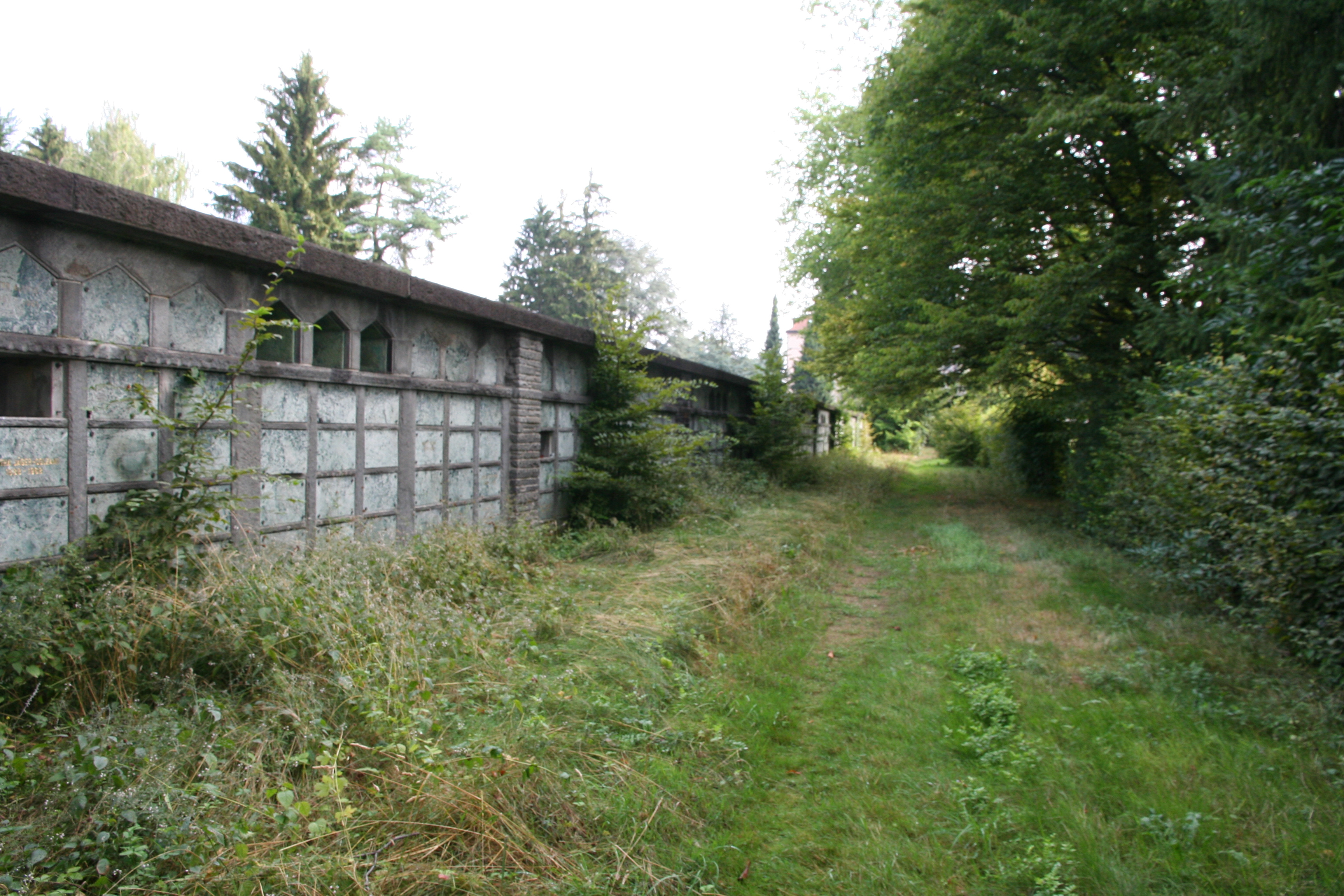
Urnenhain Sihlfeld B

1880 wurde dieser Friedhofsteil als «Friedhof Wiedikon» in Betrieb genommen. Als 1893 Wiedikon in die Stadt Zürich eingemeindet wurde, erhielt der Friedhof Wiedikon die Bezeichnung Sihlfeld B. 1958 entschied der Stadtrat, dass Teile des Friedhofs Sihlfeld in öffentliche Grünanlagen umgewandelt werden sollten, weshalb 1968 der grösste Teil von Sihlfeld B zur Aemtlerwiese umgestaltet wurde. Als Friedhof besteht heute nur noch ein 2039 m² grosses Areal, im Wesentlichen aus einem von Rasenstreifen eingefassten Weg bestehend, der entlang der Urnennischenwand von Nordost nach Südwest entlang der Grenze zum Sektor Sihlfeld A verläuft.

### Sihlfeld C

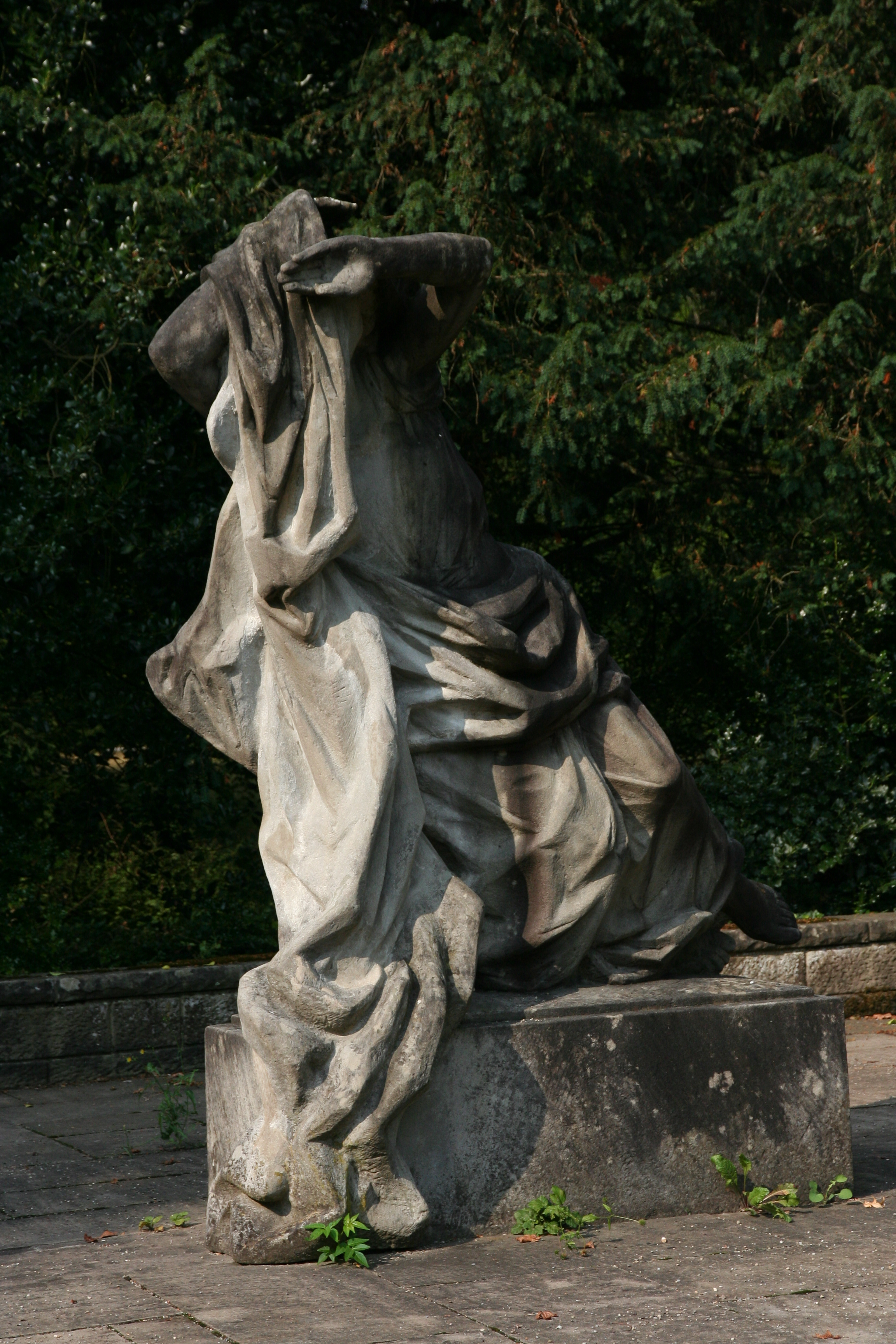
Skulptur Erwachende von Louis Conne, Sihlfeld C

Im Jahr 1902 wurde Sihlfeld C errichtet. Es handelt sich um ein 36‘452 m² grosses Areal, das sich parallel zu den Sektoren Sihlfeld A und Sihlfeld B von Nordost nach Südwest erstreckt. In Anlehnung an Sihlfeld A sind die Wege mehrheitlich geometrisch angeordnet, die Ausnahme bildet ein geschwungener Randweg entlang der Einfriedung. Ein Hauptplatz entsteht an der Kreuzung der Längsachse mit der verlängerten Querstrasse des Sektors A. Im Zentrum von Sihlfeld C befindet sich ein Brunnenbassin, neben dem die figürliche Rundplastik «Die Erwachende» von Louis Conne aus den Jahren 1945–1946 aufgestellt wurde. In den 1970er Jahren wurden wesentliche Teile von Sihlfeld C stillgelegt, die Urnennischenwand sowie einzelne Familiengräber blieben jedoch bestehen. Seit den 1990er Jahren wird Sihlfeld C stärker öffentlich genutzt, wobei die nächtliche Schliessung des Areals sowie Öffentlichkeitsarbeit die Pietät des Friedhofareals zu erhalten sucht.

### Sihlfeld D

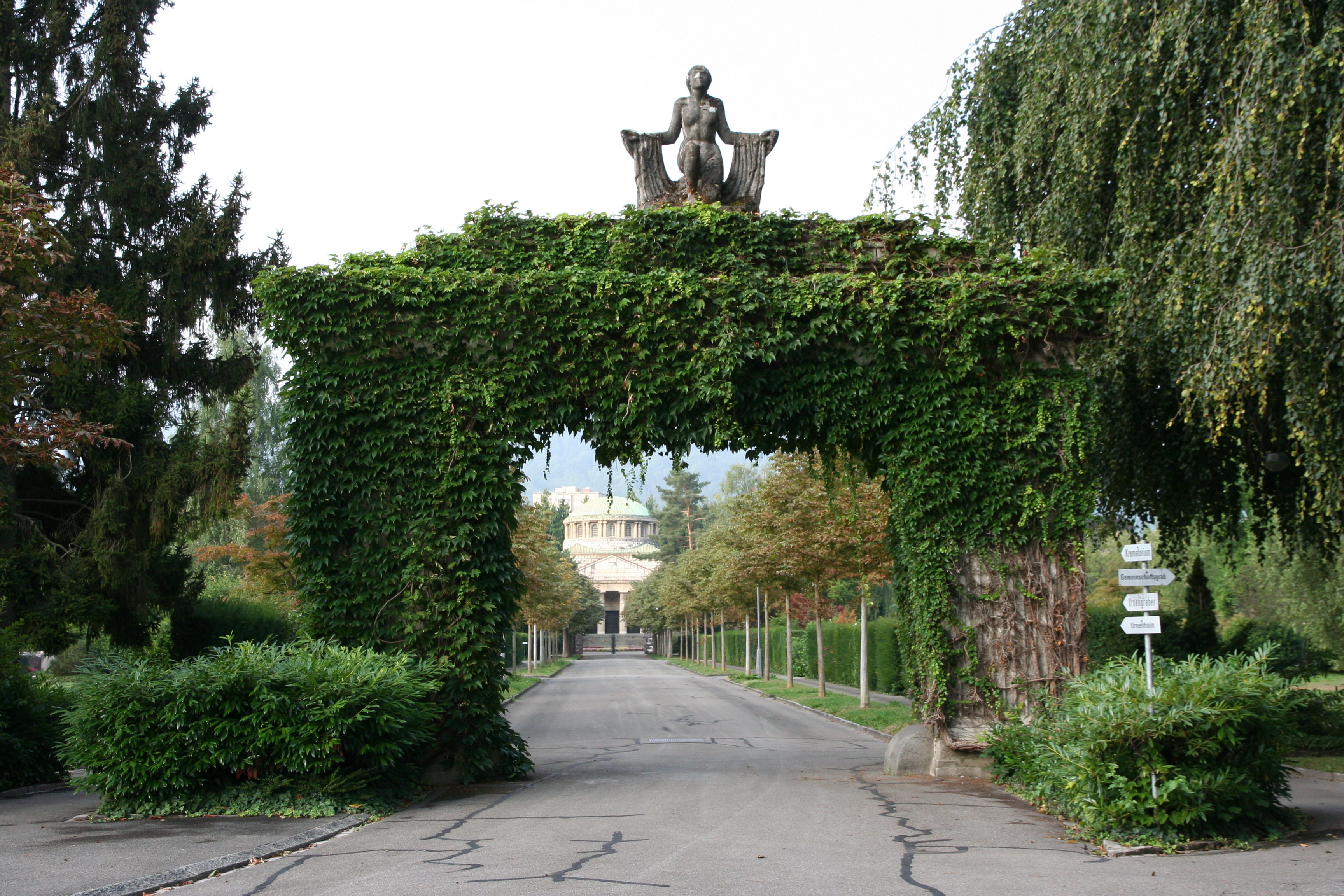
Torbogen Sihlfeld D

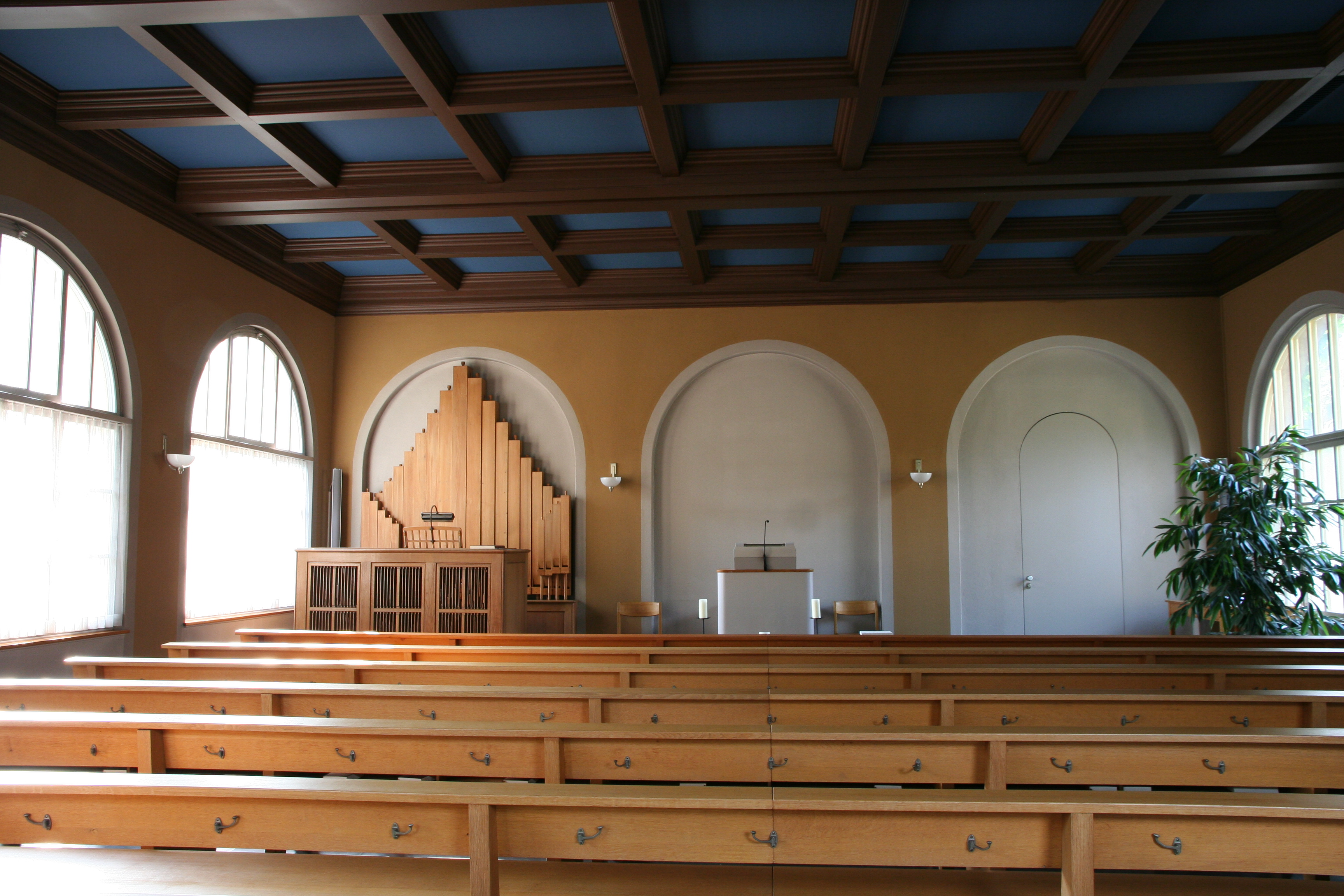
Friedhofskapelle D

1915 wurde das Krematorium auf Sihlfeld D von Architekt Albert Froelich erbaut, welches das erste Krematorium auf Sihlfeld A ablöste. 1917 wurde die erste Etappe von Sihlfeld D errichtet, 1932 die zweite Etappe. Das Krematorium von Sihlfeld D wurde in den Jahren 1935 und 1938 erweitert und im Jahr 1992 stillgelegt. Seitdem findet es Verwendung als Urnenhalle und Abdankungsgebäude. Seit 1950 wird der ältere Teil von Sihlfeld D ausschliesslich für Urnengräber verwendet. Durch die Lage des Geländes zwischen der Gut- und Albisriederstrasse entstehen drei Achsen, welche Sihlfeld D in verschiedene Sektoren gliedern. Eine erste Achse führt von der Monumentalpforte im Bereich des Haupteingangs zum Krematorium. Der jüngere Teil des Friedhofs aus dem Jahr 1932 besitzt eine Achse, die vom Portal an der Albisriederstrasse durch eine Platanenallee bis zu einer Apsis an der Gutstrasse führt. Die dritte Achse verläuft senkrecht zur zweiten. Erwähnenswert ist das von Hans Gisler gestaltete Ehrengrab für Henri Dunant, für den 1928 ein Pavillon errichtet wurde, in welchem 1931 seine sterblichen Überreste feierlich beigesetzt wurden. Im Jahr 1917 wurde der Urnenhain von Sihlfeld D errichtet, der von drei Seiten das Krematorium umfasst. 1932 wurde auf der Aussenseite der nordwestlichen Urnenhainmauer eine monumentale Urnennischenwand erbaut. Die Gestaltung dieser Nischenwand schafft kleine Buchten, in denen Trauernde in geschütztem Rahmen vor den Namenstafeln verweilen können.

#### Friedhofskapelle Sihlfeld D
Neben dem ehemaligen Krematorium wird auch die Friedhofskapelle beim Eingang von der Albisriederstrasse für Abdankungsfeiern verwendet. Es handelt sich um einen schlichten, rechteckigen Raum, der im Gegensatz zur Krematorium D hell und bescheiden wirkt. Der Raum besitzt eine einfache Ausstattung. Die einmanualige, mechanische Orgel wurde von Metzler Orgelbau, Dietikon erstellt.
Disposition der Orgel:
| Manual C–g3 |    |
| Gedeckt     | 8′ |
| Gemshorn    | 8′ |
| Prinzipal   | 4′ |
| Rohrflöte   | 4′ |
| Oktave      | 2′ |
| Mixtur      | 1′ |

| Pedal C–d1 |     |
| Subbass    | 16′ |

- Koppeln: I/P
- Spielhilfe: Wechseltritt Mixtur

### Sihlfeld E

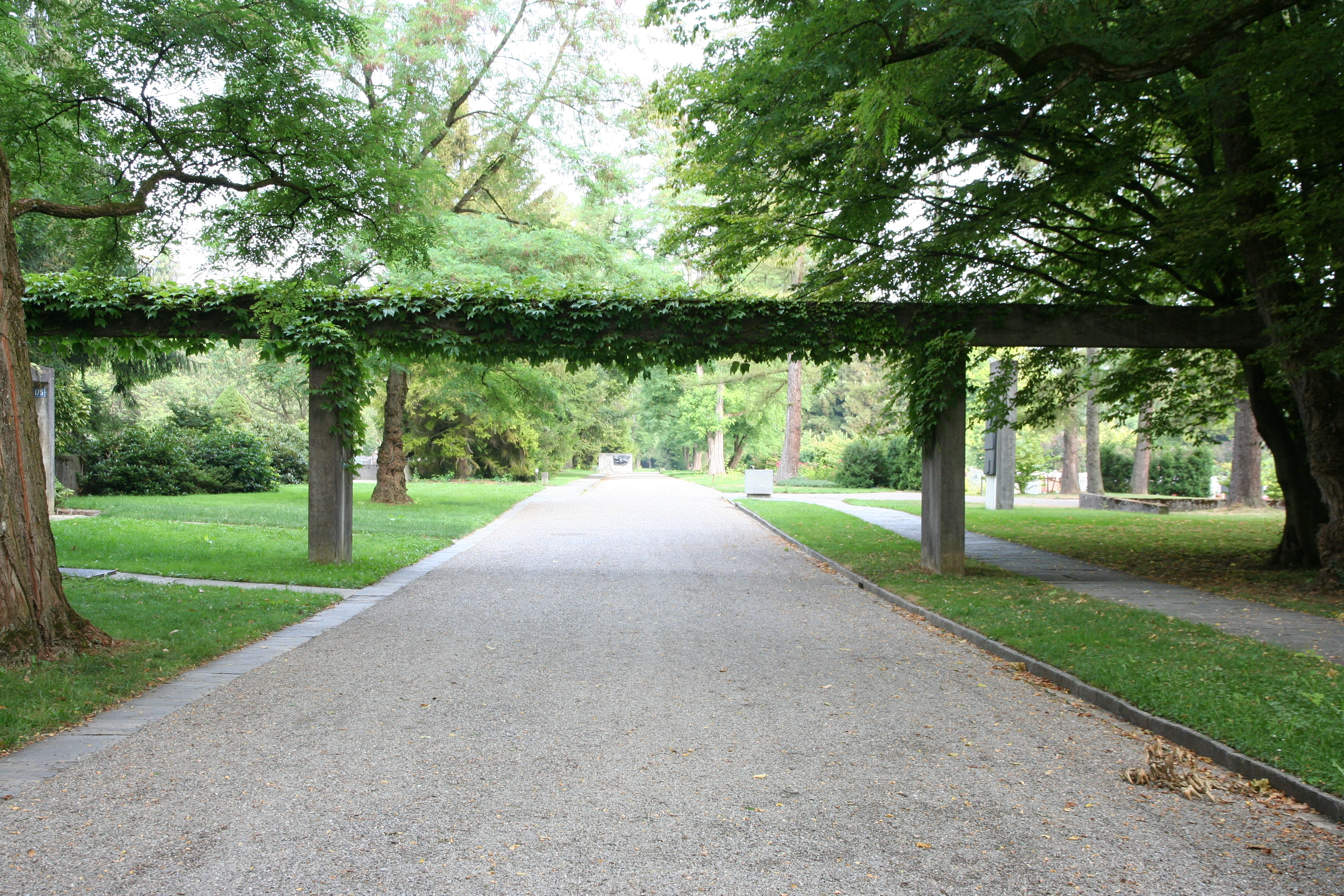
Portal Sihlfeld E

1954 fand ein Architekturwettbewerb für diesen jüngsten Teil des Friedhofs Sihlfeld statt. Den ersten Preis erhielten Philipp Bridel und Walter Leder. 1959 wurden die Hochbauten projektiert: das Portal, die Dienstgebäude sowie der Unterstand für die Friedhofsbesucher. 1962 wurde der Friedhof errichtet, ab 1964 wurde der Friedhof in Betrieb genommen, um die damals stark belegten Sektoren Sihlfeld A und Sihlfeld C zu entlasten.

## Besonderheiten
Die Stadt Zürich betreibt in einem Raum des Eingangsportals zum Friedhof Sihlfeld A das Friedhof Forum. Es thematisiert das Sterben und den Tod, das Bestatten und das Trauern. Das Forum bietet Führungen an und führt Veranstaltungen zu den Themen Friedhof und Sterben durch.

## Öffnungszeiten
- 1. März bis 30. April: 7–19 h
- 1. Mai bis 31. August: 7–20 h
- 1. September bis 2. November: 7–19 h
- 3. November bis Ende Februar: 8–17 h